# فيرجيل د. هوكينز
فيرجيل د. هوكينز (بالإنجليزية: Virgil D. Hawkins)‏ هو محامي أمريكي، ولد في 11 نوفمبر 1906، وتوفي في 11 فبراير 1988.